# Aphoebantus wadensis
Aphoebantus wadensis är en tvåvingeart som beskrevs av Mario Bezzi 1925. Aphoebantus wadensis ingår i släktet Aphoebantus och familjen svävflugor. Inga underarter finns listade i Catalogue of Life.